# Juan Avellaneda Manrique
Juan Avellaneda Manrique foi um prelado católico romano que serviu como bispo auxiliar de Toledo (1611–1619?) e bispo titular de Sidon.

## Biografia
No dia 30 de maio de 1611, Juan Avellaneda Manrique foi nomeado durante o papado de Paulo V como Bispo Auxiliar de Toledo e Bispo Titular de Sidon. Enquanto bispo, foi o principal co-consagrador de Francisco González Zárate, Bispo de Cartagena (1616); e Baltasar Moscoso y Sandoval, Bispo de Jaén (1619).